# Deniquelata
Deniquelata is een geslacht van schimmels behorend tot de familie Didymosphaeriaceae. De typesoort is Deniquelata barringtoniae. 

## Soorten
Volgens Index Fungorum telt het geslacht zes soorten (peildatum november 2023):
| Soortnaam                 | Auteur(s)                                       | Publicatiejaar |
| ------------------------- | ----------------------------------------------- | -------------- |
| Deniquelata barringtoniae | Ariyaw. & K.D. Hyde                             | 2013           |
| Deniquelata hypolithi     | Crous                                           | 2021           |
| Deniquelata macphersoniae | Y.P. Tan, Bishop-Hurley, Bransgr. & R.G. Shivas | 2022           |
| Deniquelata quercina      | A. Alidadi, M. Javan-Nikkhah & M. Kowsari       | 2019           |
| Deniquelata vittalii      | Devadatha, V.V. Sarma & E.B.G. Jones            | 2018           |
| Deniquelata yunnanensis   | L. Lu & Tibpromma                               | 2022           |